# Aquifoliales
Aquifoliales is een botanische naam, voor een orde van tweezaadlobbige planten: de naam is gevormd uit de familienaam Aquifoliaceae. Een orde onder deze naam wordt vrij zelden erkend door systemen voor plantentaxonomie.
In het APG II-systeem (2003) is de omschrijving als volgt:
- orde Aquifoliales
  - familie Aquifoliaceae (Hulstfamilie)
  - familie Cardiopteridaceae
  - familie Helwingiaceae
  - familie Phyllonomaceae
  - familie Stemonuraceae

Dit is een verandering ten opzichte van het APG-systeem (1998) dat de orde als volgt omschreef:
- orde Aquifoliales
  - familie Aquifoliaceae
  - familie Helwingiaceae
  - familie Phyllonomaceae

In het Cronquist-systeem (1981) bestond deze orde niet, maar waren deze planten ingedeeld in de orde Celastrales.